# 律倫街
律倫街（英語：Rutland Quadrant）是位於香港九龍的一條道路，西起約道，東至窩打老道，為單程路。律倫街名稱是從英國律倫郡 (Rutland County) 而來。

## 沿途道路
- 金巴倫道
- 施他佛道